# Elsinoë eucalyptorum
Elsinoë eucalyptorum är en svampart som beskrevs av Crous & Summerell 2006. Elsinoë eucalyptorum ingår i släktet Elsinoë och familjen Elsinoaceae.   Inga underarter finns listade i Catalogue of Life.